# Sd.Kfz. 11
Das Sd.Kfz. 11 (Leichter Zugkraftwagen 3 t) war ein deutsches Halbkettenfahrzeug, das als Artilleriezugmaschine ab 1934 entwickelt und im Zweiten Weltkrieg von der Wehrmacht an allen Fronten eingesetzt wurde. Es gehört zur Gruppe der Sonderkraftfahrzeuge. Bis 1944 wurden etwa 8800 Stück gebaut.

## Entwicklung
Im Sommer 1926 erhielt der Ingenieur Heinrich Ernst Kniepkamp den Auftrag, die deutsche Artillerietruppe zu motorisieren. Die Erprobung von landwirtschaftlichen Traktoren aus Deutschland, Amerika und England dauerte ca. drei Jahre. Bei einem Test 1932 konnte sich die Halbkettenlösung gegenüber den anderen Konzepten durchsetzen. Ein wichtiger Aspekt war, dass der Verbrauch nur 30 % über dem eines reinen Radfahrzeugs lag.
Die Entwicklung einer Zugmaschine für eine Zuglast von 3 Tonnen (kleiner geländegängiger Kettenschlepper) begann 1934 bei den Bremer Hansa-Lloyd-Goliath-Werken (ab 1938: Borgward). Besondere Bedeutung kommt dabei dem ersten Borgward-Chassis-Entwurf HL kl 2 von 1935 zu, da erstmals überhaupt bei den deutschen Halbkettenfahrzeugen Torsionsstäbe zur Federung des Laufwerks verwendet wurden. Weiterführend diente die Entwicklungsarbeit bei Borgward für die dann ab Oktober 1936 von Hanomag entwickelten H kl 6 und H kl 6 p als Grundlage, wobei die Variante p zum Schützenpanzerwagen Sd.Kfz. 251 führte. Die folgenden Hanomag-Entwürfe H 7 und H 8 H (mit einem Antrieb im Heck) waren Weiterentwicklungen.

## Geschichte
Das Sd.Kfz. 11 gehört zu den Fahrzeugen, welche während des gesamten Zweiten Weltkrieges in verschiedenen Varianten gefertigt wurde.
Nach dem ersten Prototyp HL kl 2 wurde der Folgetyp HL kl 3 zumindest als Prototyp gefertigt. Möglicherweise war dieser Typ bereits die Grundlage für die Versuchs-Serie 1936 von 5 Fahrzeugen. Im gleichen Jahr erfolgte die Freigabe des Amtes WaPrüf 6 für eine Kleinserie von 35 Fahrzeugen des Typs HL kl 5. Die fünf Versuchs-Fahrgestelle wurden zuvor mit verschiedenen Versuchsaufbauten erprobt. Am 17. März 1937 wurde der HL (Hansa-Lloyd) kl (klein) 5 offiziell zum leichten Zugkraftwagen 3 to (Sd.Kfz. 11).
Auf dieser Grundlage wurde das Sd. Kfz. 11 als leichter Zugkraftwagen mit drei Tonnen Anhängelast (le. Zgkw. 3 t) bei der Hanomag in Hannover weiter entwickelt, wo 1938 die Serienproduktion anlief. Später wurde dieses Halbkettenfahrzeug auch von den Adlerwerken (Frankfurt/M.), der Auto Union AG (Werk Horch, Zwickau) und Škoda (Pilsen, Protektorat Böhmen und Mähren) gefertigt. Der Herstellungspreis des Zugkraftwagens betrug 22.000 RM.
Voll besetzt erreichte das Sd. Kfz. 11 eine Spitzengeschwindigkeit von 53 km/h und hatte einen Aktionsradius von 250 km (Straße, im Gelände 140 km), der besonders im Wüstenkrieg mit seiner zwingenden Mobilität durch zusätzlich mitgeführten Treibstoff erhöht wurde.
Das Fahrgestell H kl 6 p bildete die Plattform für den mittleren Schützenpanzerwagen Sd.Kfz. 251 und seiner weiteren Abarten.
Ab 1947 wurden mit noch vorhandenen Motoren und Getrieben des Sd.Kfz. 11 in Zwickau bei Horch (ab Mitte 1948: VEB HORCH Kraftfahrzeug- und Motorenwerke Zwickau) die Lkw H3 gebaut.

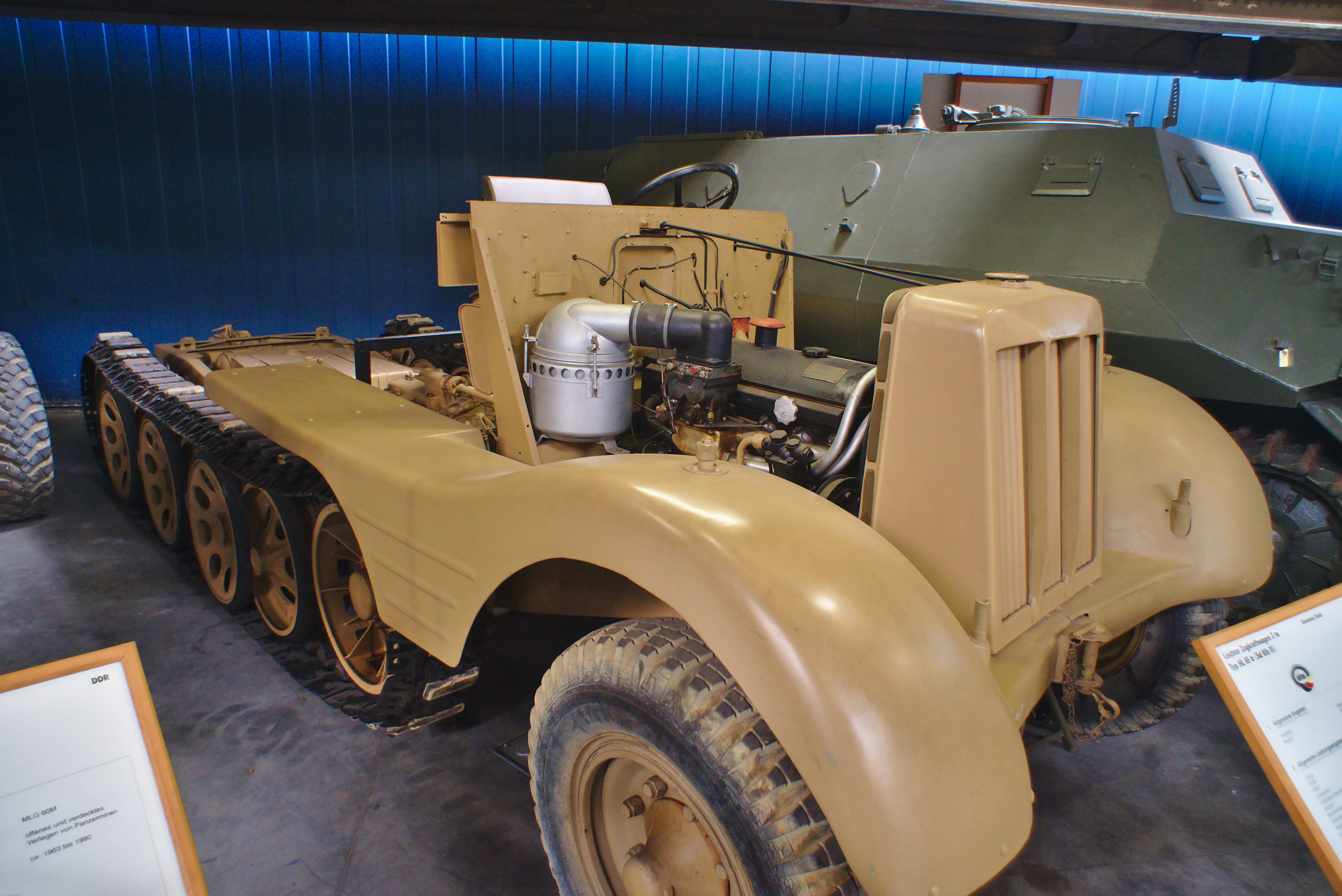
Sd.Kfz. 11 Fahrgestell in der Wehrtechnischen Studiensammlung Koblenz
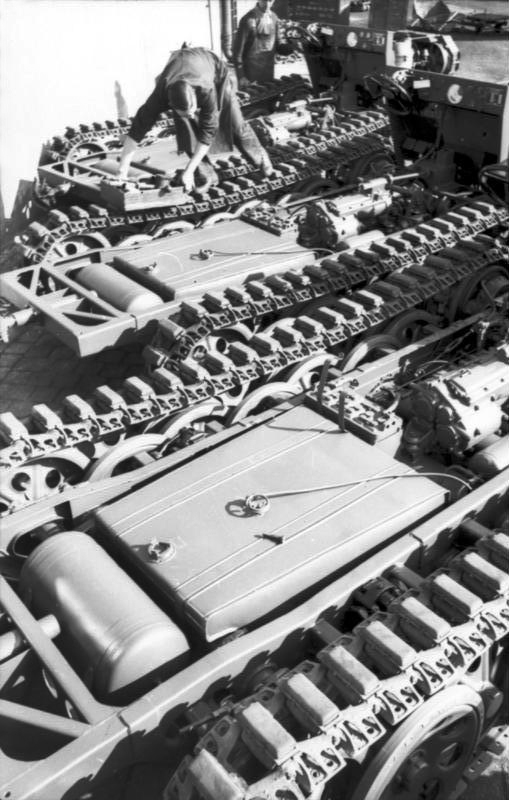
Bau von Sd.Kfz. 11
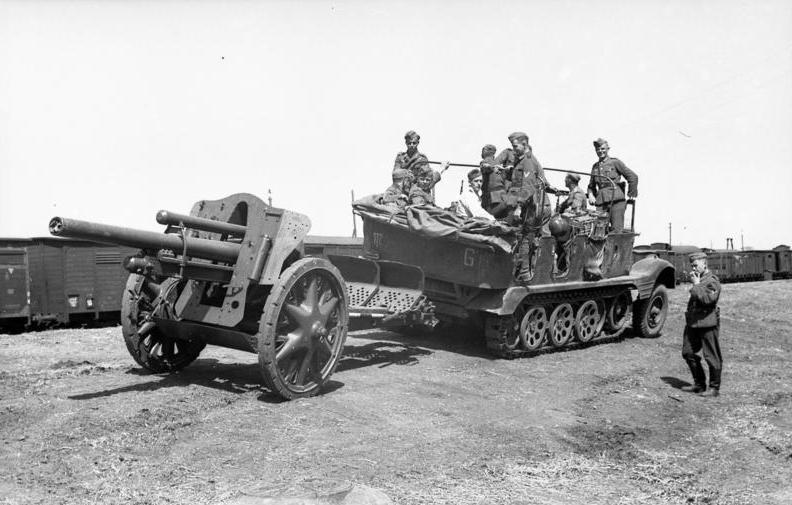
Sd.Kfz. 11 als Zugmittel für 10,5 cm leichte Feldhaubitze 18 (1942)
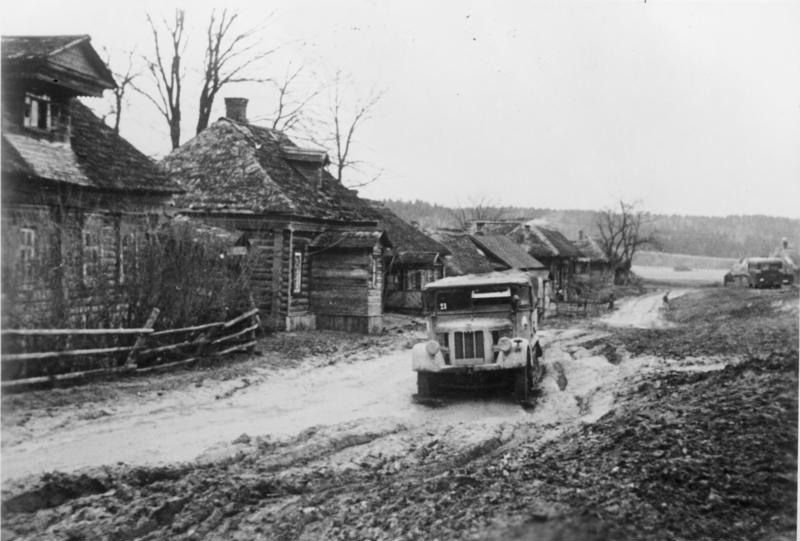
Sd.Kfz. 11 auf einer verschlammten Dorfstraße während der Schlacht um Moskau, November 1941
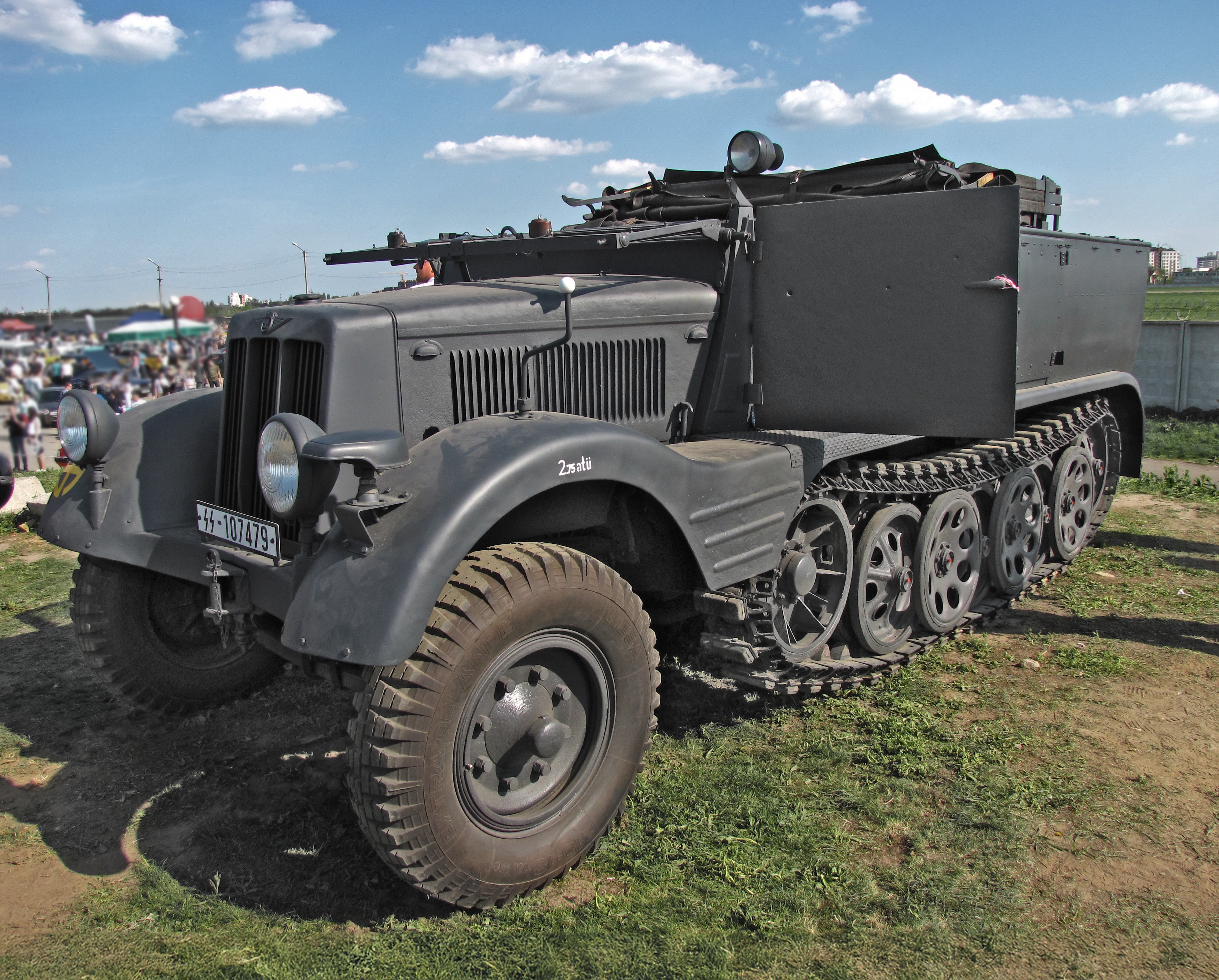
Sd.Kfz. 11 (Škoda)
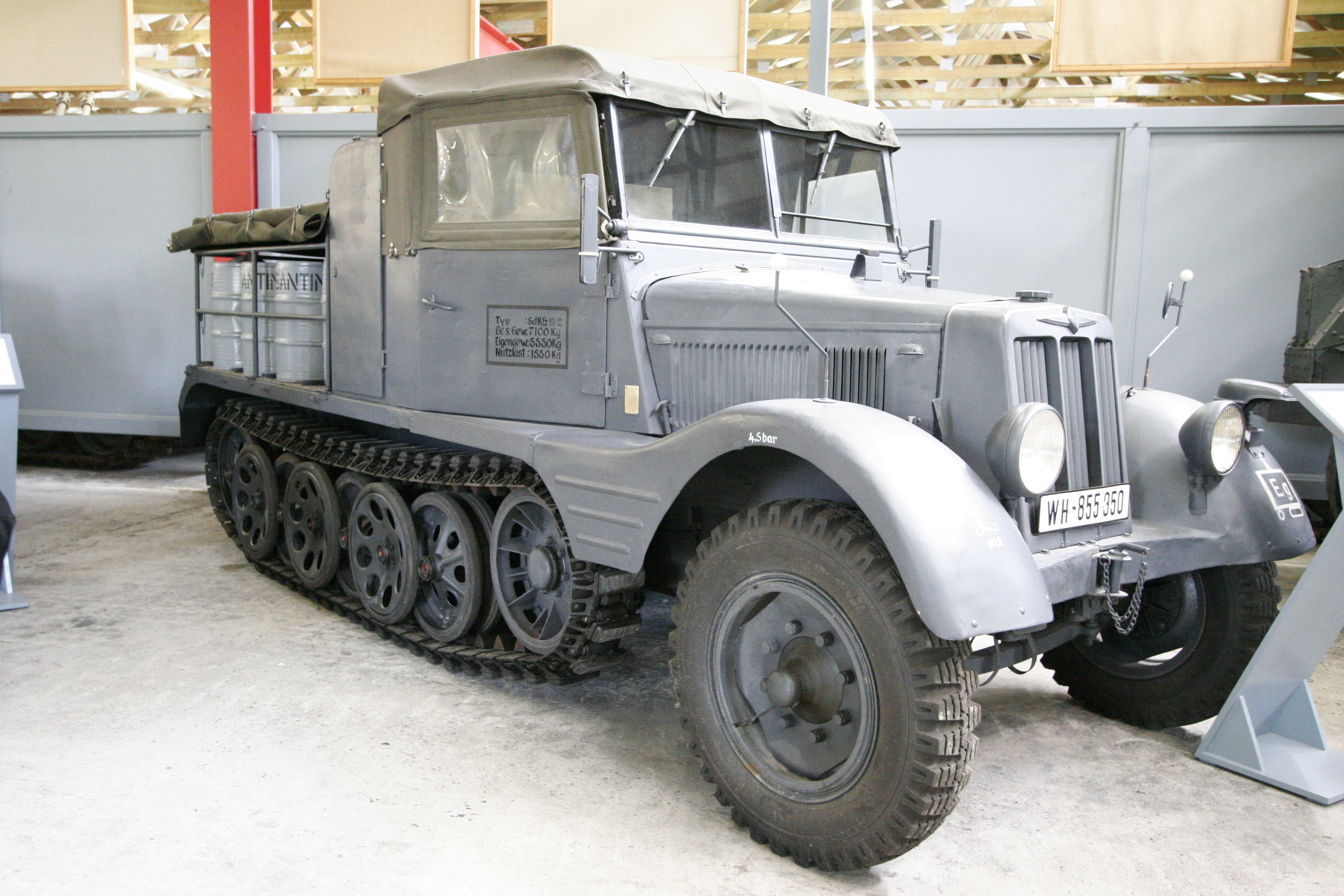
Sd.Kfz. 11 (Borgward)

## Einsatz
Zur Halbkettenkonstruktion ließen sich die deutschen Konstrukteure von den Erfahrungen einer französischen Asien-Expedition anregen, wo Halbkettenfahrzeuge ihre besondere Geländegängigkeit unter Beweis gestellt hatten. Dank umfangreicher Forschungen in den 1920er und 1930er Jahren verfügte die deutsche Wehrmacht so zu Beginn des Zweiten Weltkrieges über eine ganze Palette von effektiven Halbketten-Zugmaschinen.
Das Sd. Kfz. 11 wurde im Zweiten Weltkrieg an allen Fronten fast ausschließlich von der Artillerietruppe von Wehrmacht und Waffen-SS als leichter Zugkraftwagen für die Artillerie sowie die Pak der Panzerjäger eingesetzt. Durch die Verwendung eines Schachtellaufwerks war die Konstruktion für alle Fronten bestens geeignet und blieb bis Kriegsende im Einsatz. Im motorisierten Wüstenkrieg mit seinen extremen Bedingungen konnte sich dieser Fahrzeugtyp mit seiner Geländegängigkeit, Robustheit und Zuverlässigkeit behaupten.

## Typenübersicht
| Kürzel       | Bezeichnung                        | Baujahre              | Stückzahl              | Kommentar                                                                                |
| ------------ | ---------------------------------- | --------------------- | ---------------------- | ---------------------------------------------------------------------------------------- |
| Sd.Kfz. 11   | Leichter Zugkraftwagen 3 t         | 1935–45               | ca. 9.000 Fahrgestelle | Grundtypen: Artillerie-, Pionier- und Pritschenaufbau auf Fahrgestell Typ H kl 6         |
| Sd.Kfz. 11/1 | Nebelkraftwagen                    | April 1938–Mitte 1940 | Anteil min. 288        | auf Fahrgestell Typ H kl 6 n                                                             |
| Sd.Kfz. 11/1 | Selbstfahrlafette für 2-cm-Flak 38 | März 1944-April 1945  | Anteil min. 605        | auf Fahrgestell Typ H kl 6 p des Sd.Kfz. 251                                             |
| Sd.Kfz. 11/2 | mittlerer Entgiftungskraftwagen    | 1939–März 1944        | Anteil ca. 392         | auf Fahrgestell Typ H kl 6 s                                                             |
| Sd.Kfz. 11/3 | mittlerer Sprühkraftwagen          | 1939–1943             | Anteil ca. 202         | auf Fahrgestell Typ H kl 6 k - Fahrgestell des l. Zgkw 3 t - Fahrgestell des m. Zgkw 3 t |
| Sd.Kfz. 11/4 | Nebelkraftwagen                    | 1940–Dezember 1942    | Anteil ca. 756         | auf Fahrgestell Typ H kl 6 n                                                             |
| Sd.Kfz. 11/5 | Schwerer Nebelwerferkraftwagen     | 1943–Januar 1944      | Anteil ca. 407         | anstelle von 11/4 gefertigt                                                              |

## Ausländische Nachbauten

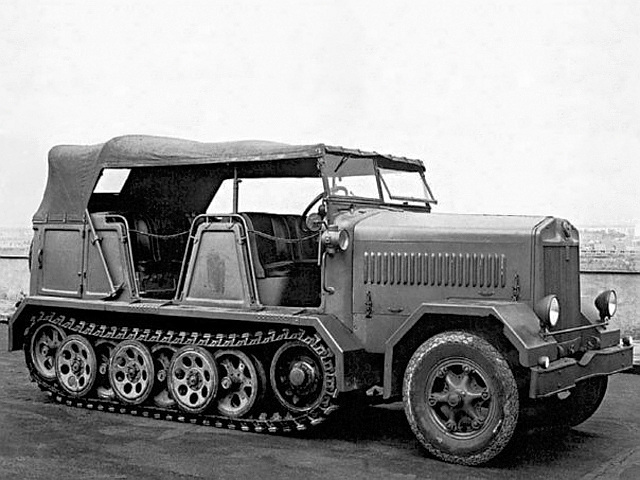
Fiat 727

Wenig bekannt ist, dass die Italiener 1941 eine Lizenz zum Nachbau des SdKfz 11 erhielten. So entstand der Fiat 727, eine bis auf einen anderen Motor und eine etwas wuchtigere Motorverkleidung getreue Kopie des Originals. Die Serienfertigung war ab Februar 1944 geplant: Hierzu kam es infolge der italienischen Kapitulation nicht mehr. Es blieb bei einigen bis dahin entstandenen Prototypen.

## Technik
| Typ:                   | HL kl 2                                                 | HL kl 5                                                   | H kl 6                                                    | H kl 7                                                            |
| Baujahr:               | 1934–35                                                 | 1936                                                      | 1937–1938                                                 | 1938–1944                                                         |
| Besatzung:             | 2 Mann                                                  | 2 Mann                                                    | 2 Mann                                                    | 2 Mann                                                            |
| Motor:                 | Borgward 3,5 l OHV                                      | Hansa-Lloyd L3500, Ottomotor, Sechszylinder-Reihenmotor   | Hansa-Lloyd L3500, Ottomotor, Sechszylinder-Reihenmotor   | Maybach NL 38, später HL 42, Ottomotor, Sechszylinder-Reihenmotor |
| Leistung:              |                                                         | 70 PS                                                     | 70 PS                                                     | 90 bzw. 100 PS                                                    |
| Höchstgeschwindigkeit: |                                                         | 53 km/h                                                   | 53 km/h                                                   | 53 km/h                                                           |
| Kraftstoffvorrat:      |                                                         | 100 l                                                     | 100 l                                                     | 110 l                                                             |
| Fahrbereich:           |                                                         | Straße ca. 275 km, Gelände ca. 150 km                     | Straße ca. 275 km, Gelände ca. 150 km                     | Straße 240 km, Gelände 140 km                                     |
| Länge:                 |                                                         | 4,90 m                                                    | 5,50 m                                                    | 5,55 m                                                            |
| Breite:                |                                                         | 1,73 m                                                    | 2 m                                                       | 2 m                                                               |
| Höhe:                  |                                                         | 1,95 m                                                    | 2,215 m                                                   | 2,150 m                                                           |
| Gewicht:               |                                                         | 3,55 t                                                    | 5,45 t                                                    | 5,4 t                                                             |
| Bodenfreiheit:         |                                                         | 35 cm                                                     | 32 cm                                                     | 32 cm                                                             |
| Steigfähigkeit:        |                                                         | 24°                                                       | 24°                                                       | 24°                                                               |
| Wattiefe:              |                                                         | 50 cm                                                     | 50 cm                                                     | 50 cm                                                             |
| Getriebe:              | vier Vorwärtsgänge, umschaltbar auf Geländeuntersetzung | vier Vorwärts-, ein Rückwärtsgang mit Geländeuntersetzung | vier Vorwärts-, ein Rückwärtsgang mit Geländeuntersetzung | vier Vorwärts-, ein Rückwärtsgang mit Geländeuntersetzung         |